# Ялівець Ягунова
Яліве́ць Ягунова — ботанічна пам'ятка природи місцевого значення, що розташована неподалік від смт Новий Світ Судацької міської ради АР Крим. Була створена відповідно до Постанови ВР АРК № 1196-6/13 від 27 лютого 2013 року.

## Загальні відомості
Площа пам'ятки природи 0,01 гектара. Розташована на схід від смт Новий Світ Судацької міської ради на території ботанічного державного природного заказника національного значення Новий Світ, що зростає на другорядній доріжці, яка проходить балкою на північ від гори Караул-Оба, вище за головну пішохідну доріжку на захід від висоти 314 метрів у напрямку села Веселе.
Пам'ятка природи створена з метою охорони та збереження в природному стані цінного в науковому, естетичному відношенні дерева — ялівцю високого віком понад 1000 років.